# Offenbacher Verkehrs-Betriebe

Historisches OVB-Logo bis 2015

Die Offenbacher Verkehrs-Betriebe GmbH (OVB) sind das kommunale Verkehrsunternehmen der Stadt Offenbach am Main. Sie betreiben die Offenbacher Stadtbusse im Auftrag der Nahverkehr in Offenbach GmbH (NiO), siehe Nahverkehr in Offenbach am Main.

## Firmenstruktur

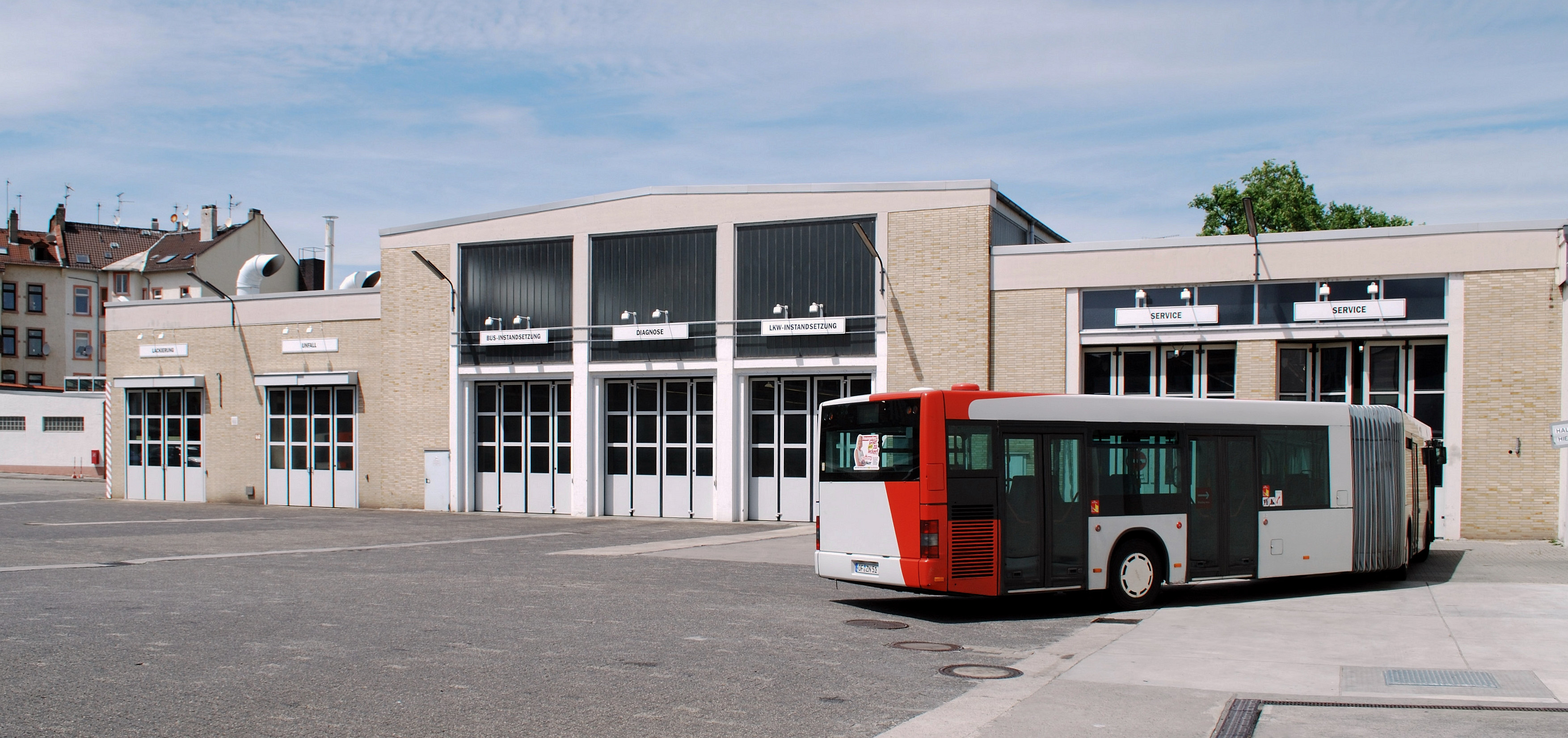
Offenbacher Verkehrs-Betriebe

Die Gesellschaft ist eine Tochter der Stadtwerke Offenbach Holding GmbH. Ein städtischer Nahverkehr existiert in Offenbach seit 1884. Bis 1967 verkehrte die Straßenbahn Offenbach am Main, von 1951 bis 1972 dann ersatzweise der Oberleitungsbus Offenbach am Main. Da Offenbach Mitglied im Rhein-Main-Verkehrsverbund (RMV) ist, ist die OVB ein lokales Verkehrsunternehmen innerhalb des RMV, welches im Auftrag der NiO die Gebietskörperschaft Offenbach bedient.

## Elektrobus Cobus 2500e
Ab dem 31. Oktober 2011 fuhr ein Batteriebus des Typs Cobus 2500e vom Hersteller Contrac Cobus Industries als einer der ersten rein elektrisch betriebenen Linienbusse Deutschlands auf der 17 Kilometer langen Linie 103 der OVB zwischen Mühlheim am Main, Offenbach am Main und Frankfurt am Main im Probebetrieb. Für dieses Fahrzeug wurde ein eigener Umlaufplan erstellt, der nötige Aufladevorgänge des Busses berücksichtigte. Ursprünglich war der Probebetrieb bis zum 15. Dezember 2011 geplant. Am 23. November 2011 wurde bekannt gegeben, dass der Probebetrieb Mitte November eingestellt wurde. Das Pilotprojekt wurde unterbrochen, da das Fahrzeug selbst völlig problemlos fuhr, die installierte Heizungsanlage sich indes aus Sicht des Betreibers für den Winterbetrieb als nicht ausreichend herausstellte. Im März 2016 erfolgte ein Probebetrieb eines Elektrofahrzeugs des niederländischen Herstellers VDL Bus & Coach.

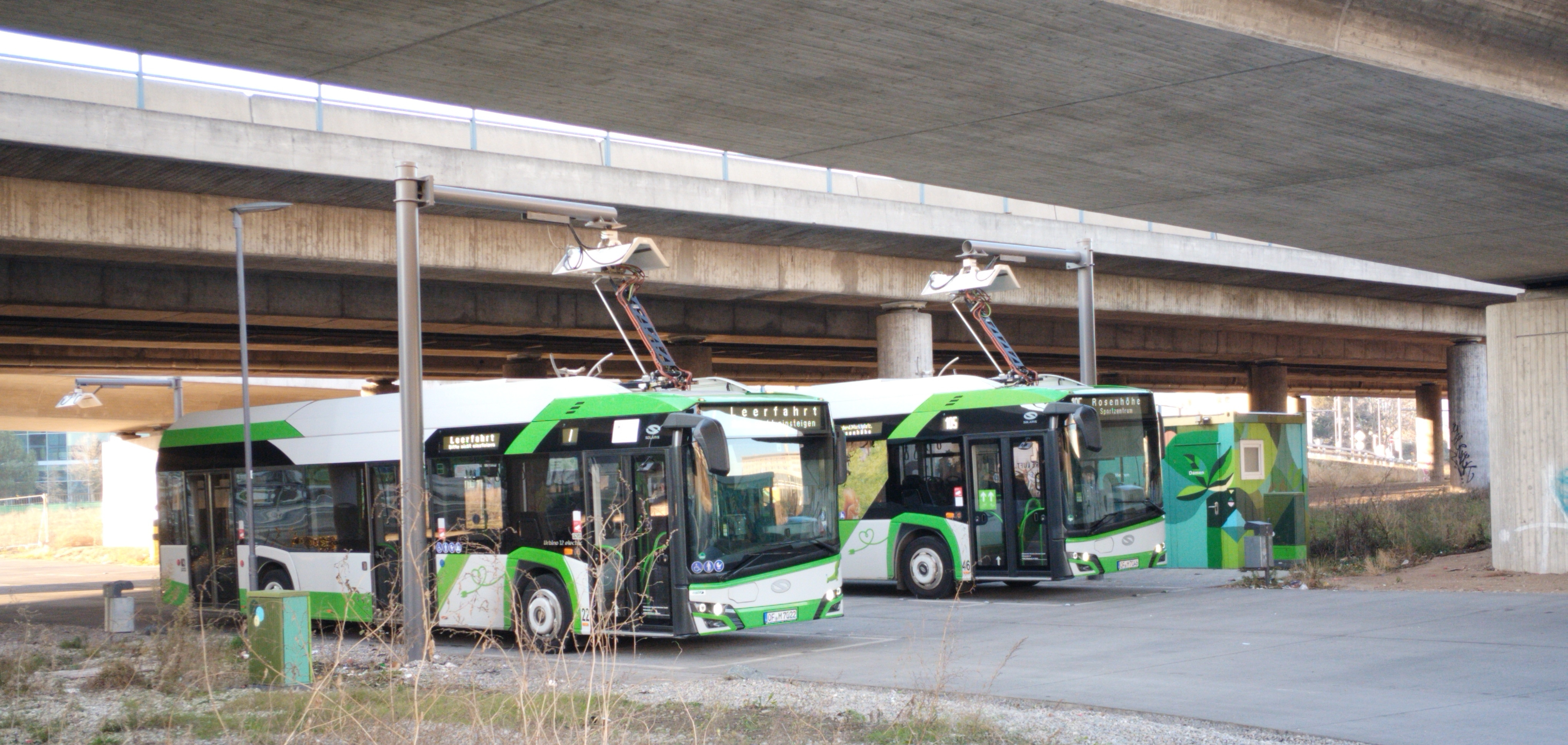
Elektrobus-Ladestation in Kaiserlei

Bis zum Jahr 2022 war die Beschaffung von bis zu 23 weiteren Elektrobussen (Standardlinienbusse und Standardgelenkbusse) geplant. Zum Stand 2024 besteht die Elektrobusflotte aus 36 Fahrzeugen, die am Kaiserlei in Pausenzeiten geladen werden können.

## Linien der OVB
Die OVB betreibt aktuell (Stand: 15. Dezember 2025) neun Buslinien. Zwei von ihnen bedienen auch Orte außerhalb Offenbachs.
Es handelt sich um folgende Linien:
- ( Waldhof –)  Bieber – Tempelsee – Stadthalle –  Marktplatz – Bürgel – Schloßpark (– Biebernseeweg)
- Hauptbahnhof – Kaiserstraße – Rathaus –  Marktplatz – Mathildenplatz –  Offenbach-Ost – Stadion –  Bieber – Markwaldstraße –  Waldhof – Waldhof Industriegebiet
- Frankfurt Prüfling –  Frankfurt Bornheim Mitte –  Frankfurt Eissporthalle/Festplatz –  Kaiserlei Westseite – August-Bebel-Ring – Rathaus –  Marktplatz – Lindenfeld –  Offenbach-Ost – Eibenweg
- Kaiserlei Westseite – Nordring – Hafen – Theater/Messehallen – Rathaus –  Marktplatz – Hauptbahnhof – Klinikum Offenbach – Lauterborn – Eberhard-von-Rochow-Straße
- Rosenhöhe – Lauterborn – Ring-Center – Friedrichsring –  Marktplatz – Rathaus – Theater/Messehallen – Nordend –  Kaiserlei Westseite
- Seniorenzentrum – Buchhügelallee – Theodor-Heuss-Schule – Wetterpark – Obere Grenzstraße –  Offenbach-Ost – Hebestraße – Finanzamt –  Marktplatz – Hauptbahnhof – Klinikum Offenbach (Westseite) – Caritas/Buchrainweiher
- Kaiserlei Westseite – Buchrainweg – Lauterborn – Theodor-Heuss-Schule –  Offenbach-Ost – Bürgel – Ernst-Reuter-Schule (– Biebernseeweg)
- Kaiserlei Ostseite – August-Bebel-Ring –  – Rathaus – Marktplatz – Wilhelmsplatz – Friedrichsring –  Offenbach-Ost – Bürgel
- Marktplatz – Wilhelmsplatz –  Offenbach-Ost – Neuer Friedhof –  Mühlheim – Lämmerspiel – Hausen – Obertshausen Haus Jona